# Montreuil-Juigné
Montreuil-Juigné är en kommun i departementet Maine-et-Loire i regionen Pays de la Loire i nordvästra Frankrike. Kommunen ligger i kantonen Angers-Nord som tillhör arrondissementet Angers. År 2022 hade Montreuil-Juigné 7 811 invånare.

## Befolkningsutveckling
Antalet invånare i kommunen Montreuil-Juigné
| Referens: INSEE |